# Aigües
Aigües (spanyolul: Aguas de Busot) község Spanyolországban, Alicante tartományban. Lakosainak száma 1189 fő (2024).

## Földrajza
Aigües Alicante, Busot, El Campello, Orxeta, Relleu és Villajoyosa községekkel határos.

## Népesség
A település lakosságának változását az alábbi diagram mutatja:
| Lakosok száma | 592  | 737  | 827  | 1064 | 1118 | 984  | 921  | 963  | 1049 | 1189 |
|               | 2001 | 2004 | 2006 | 2009 | 2011 | 2014 | 2016 | 2019 | 2021 | 2024 |